# Rock Me (travhäst)
Rock Me, född 24 juni 2007 i Jönköping, död 28 oktober 2021, var en svensk varmblodig travhäst, som framför allt var framgångsrik i monté.

## Karriär
Rock Me tävlade mellan åren 2010–2017 och sprang in totalt 2,4 miljoner kronor på 98 starter varav 31 segrar. I början på karriären tävlade han i sulkylopp, men startades sedan i montélopp, där han blev mer framgångsrik. I montélopp reds han av Josefine Ivehag. Han tränades under hela karriären av Mimmi Elfstrand.
Tillsammans med Ivehag i sadeln nådde ekipaget ett flertal framgångar i montélopp. Tillsammans vann de bland annat vunnit Monté-SM på Åbytravet 2015. Vinnartiden i loppet mätte 1.12,8 över 2140 meter, och var den snabbaste i loppets historia. Rock Me har även vunnit lopp i Frankrike tillsammans med Ivehag.
Hans sista lopp i karriären blev ett montélopp på Solvalla den 20 januari 2017, där han slutade på en fjärdeplats.